# Bernhard Joseph von Hartz

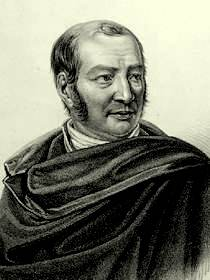
Bernhard Joseph Hartz

Bernhard Joseph von Hartz, seit 1825 Ritter von Hartz (* 19. Dezember 1760 in Köln; † 29. November 1829 in München), war ein bayerischer Geheimer Rat und Leibarzt von König Max I. Joseph.

## Leben
Bernhard Joseph von Hartz wirkte seit ca. 1795 als Militärarzt in München. Während seiner Zeit am Militärhospital München leistete der Mediziner Cajetan von Textor sein Biennium Practicum bei ihm ab. 
Am 9. Mai 1814 wurde er als Nachfolger des verstorbenen Mediziners Franz Joseph von Besnard Geheimer Rat und Leibarzt des bayerischen Königs und der Königin Karoline. Seit 2. Juli 1814 war er zudem Vorstand der Generallazerettinspektion.
Am 6. Mai 1816 wurde Hartz mit dem akademischen Beinamen Euergetes I. unter der Matrikel-Nr. 1058 zum Mitglied der Leopoldina gewählt. Die Bayerische Akademie der Wissenschaften ernannte den Arzt 1821 zu ihrem Ehrenmitglied.
Am 27. Juni 1825 erhob ihn der König in den erblichen Ritterstand des Königreiches.
Er war Kommandeur des Verdienstordens der Bayerischen Krone und des Österreichisch-kaiserlichen Leopold-Ordens sowie Ritter des sächsischen Zivilverdienstordens.
Hartz starb nach monatelangem Leiden an der „Brustwassersucht“ am 29. November 1829 um 2 Uhr in der Nacht und wurde bereits am 1. Dezember „vom Gottesacker aus“ beigesetzt.
Hartz hatte sich 1791 in München mit Katharina Guthy verheiratet, mit der er drei Söhne und eine Tochter hatte. Johann Peter, Bernhard Joseph und Heinrich wurden 1825 der Adelsmatrikel des Königreichs Bayern einverleibt. Seine Tochter Auguste war mit dem Mediziner Friedrich Carl von Loe verheiratet, der unter ihm als 2. Leibarzt des Königs wirkte. Einer seiner späteren Nachkommen war der bayerische General der Infanterie Bernhard von Hartz.
Sein Enkel August Johann Ritter von Hartz (* 28. Juni 1848) erbaute 1892 die Villa Hartz im Stil eines Neorokoko-Palais in Grafrath bei München.